# Okke Zielknijper
Okke Zielknijper is een personage uit de Bommelsaga, geschreven en getekend door Marten Toonder. Hij verschijnt voor het eerst in het verhaal De partenspeler uit 1952. Aan het eind van dat verhaal wordt hij op de meest eervolle wijze ontslagen als voorzitter van de voogdijraad, nadat hij zelf reeds besloten had zijn doctoraalscriptie te gaan schrijven.

## Verhaallijnen
Zielknijper houdt zich voornamelijk bezig met de geestelijke gezondheidszorg in Rommeldam en wel in diverse rollen. Heer Bommel krijgt vooral met hem te maken in zijn rol als psychiater of psycholoog. Vreemde levensvormen behandelt hij doorgaans als pedagoog. Hij heeft een paar steviggebouwde assistenten, die gekleed gaan in een vechtjas en altijd paraat staan om patiënten met zachte hand tot de orde te roepen. Zijn favoriete vervoermiddel is zijn herenfiets.
Zijn titel is in de meeste gevallen doctorandus, een enkele keer wordt hij vermeld als doctor. Hij herkent veel van de bestudeerde kwalen als iets dat hij vaak ziet in zijn praktijk, maar als de nood aan de man is, schiet zijn kennis weleens te kort. Zielknijper geldt echter in de moeilijkste omstandigheden als een onverbeterlijke optimist en idealist.
In De killers treedt mevrouw Zielknijper voor het eerst op als Presidente van het genootschap voor Gepaste en Verantwoorde Ontspanning voor Allen.

## Citaten
- "Ik maak dat zo dikwijls mee in mijn praktijk"
- "Met geschoolde liefde kan men soms verrassende resultaten bereiken, dat leert de praktijk!"
- "Infantiele reflexen en vaderbindingen"